# Монета (Јужна Каролина)
Монета (енгл. Monetta) град је у америчкој савезној држави Јужна Каролина.

## Демографија
По попису из 2010. године број становника је 236, што је 16 (7,3%) становника више него 2000. године.
| Група             | 2000.       | 2010.       |
| Белци             | 151 (68,6%) | 152 (64,4%) |
| Афроамериканци    | 54 (24,5%)  | 44 (18,6%)  |
| Азијати           | 0 (0,0%)    | 0 (0,0%)    |
| Хиспаноамериканци | 11 (5,0%)   | 32 (13,6%)  |
| Укупно            | 220         | 236         |